# Alondra Ortiz
Alondra Ortiz (ur. 18 sierpnia 2002) – kostarykańska pływaczka specjalizująca się w stylach motylkowym i zmiennym, olimpijka z Paryża 2024.

## Udział w zawodach międzynarodowych
| Impreza                  | Rok  | Gospodarz | st. motylkowy | st. zmienny | st. zmienny |
| Impreza                  | Rok  | Gospodarz | 200 m         | 200 m       | 400 m       |
| ------------------------ | ---- | --------- | ------------- | ----------- | ----------- |
| Igrzyska olimpijskie     | 2024 | Paryż     | 18            | —           | —           |
| Mistrzostwa świata       | 2022 | Budapeszt | 24            | 33          | —           |
| Mistrzostwa świata       | 2023 | Fukuoka   | 27            | 31          | —           |
| Igrzyska panamerykańskie | 2023 | Santiago  | 6             | 17          | 7           |